# 4226-os mellékút (Magyarország)
A 4226-os számú mellékút egy közel 6 kilométer hosszú, négy számjegyű országos közút Hajdú-Bihar vármegyében; Bihardancsháza összekötését szolgálja a két legközelebbi szomszédjával, Bihartordával és Nagyrábével.

## Nyomvonala
Bihartorda lakott területének északi peremén ágazik ki a 4805-ös útból, annak a 37,850-es kilométerszelvényénél, nyugati irányban. Alig néhány lépés után elhagyja a belterületet, települési neve nincs is. 800 méter után kicsit északabbi irányt vesz, 1,4 kilométer után pedig át is lép Bihardancsháza területére. Ott újra visszatér a nyugati irányhoz, így éri el a lakott terület keleti szélét, 2,5 kilométer után.
Bihardancsháza belterületén Kossuth Lajos utca néven húzódik, a falu központjáig, amit kevéssel a 3. kilométere előtt ér el. Ott éles irányváltással dél-délkeleti irányba fordul, és a község déli széléig a Petőfi Sándor utca nevet viseli. A lakott terület peremét elérve déli irányt vesz, 4,7 kilométer után pedig átlépi Nagyrábé határát. Az 5. kilométere után már belterületen folytatódik, Széchenyi István út néven, legutolsó szakasza pedig a Hajnal utca nevet viseli. Így ér véget, beletorkollva a 4213-as útba, annak 7,550-es kilométerszelvénye közelében.
Teljes hossza, az országos közutak térképes nyilvántartását szolgáló kira.gov.hu adatbázisa szerint 5,781 kilométer.

## Települések az út mentén
- Bihartorda
- Bihardancsháza
- Nagyrábé